# Герб на Уганда
Гербът на Уганда е приет на 21 септември 1962 г.
Щитът и копията представят готовността на угандийските хора да защитят страната си. На щита има 3 изображения:най-отгоре са показани вълните на езерото Виктория; Слънцето е центъра символизира многото слънчеви дни, които има в Уганда; традиционния барабан в основата символизира танца и призовава хората за срещи и церемонии.
Щитът е заобиколен отдясно със сивия коронован жерав (Balearica regulorum gibbericeps) – национална птица за Уганда. Отляво е изобразен Блатен козел – вид антилопа, която представя богатата дива природа.
Щитът е поставен на зелен насип, представляващ плодородната земя и непосредствено над него има изображение на река Нил. Двете главни земеделски култури, кафето и памука са разположени съответно вляво и вдясно на реката. В основата на герба стои националния девиз: „За Бога и моята страна“.